# 天津教育
天津教育由于天津作为洋务运动的重镇在近代中国历史上有着举足轻重的地位。由于当时洋务运动的影响，加大了天津对各类人才的需求。特别是庚子年后，天津的官民痛定思痛，利用天津当地的各种优势（交通、工业、能源等）进入到全面发展的时期，这时的金融、实业等各行业发展达到了空前的规模。而教育方面正是有了现成的这种岗位空缺，天津的教育才得以在庚子战后迅速崛起。从早期的卫学、问津书院，到北洋武备学堂、北洋水师学堂（由直隶总督李鸿章筹办），开启了中国近代官办学校（天津海关道盛宣怀创办的北洋大学）和民办学校（严修、张伯苓创办的南开中学、南开大学）的先河。
截至2018年末，全市共有普通高校56所，中等职业教育学校92所，普通中学536所，小学879所。

## 历史

### 古代教育
1404年12月23日，在直沽设立“天津卫”。1436年，朝廷为教化武臣、军士子弟、开导武卫“日以戈矛弓矢为事”的风气，正式建立了“天津卫学”，兴办和传授儒学，地址即今天津市南开区东门里文庙。1447年，王鵷乡试中第，是为天津卫的第一个举人。1466年，刘钰会试中第，是天津卫的第一个进士。1622年，直隶巡按御史左光斗请求在天津设立屯学，对屯田军民讲习耕战之事。
1725年4月，改天津卫为天津州，同年10月，天津州又升为直隶州，天津卫学随之改为天津州学。

### 当代教育
1949年1月15日，中国人民解放军占领天津市，天津市军事管制委员会和天津市人民政府同时成立，天津实现政权更替。1月16日，天津市军管会派出36人组成的工作队进行天津市的教育接管工作。在教育行政管理部门方面，天津市军管会接管旧的天津市教育局，并建立天津市人民政府教育局，局长林子明，秘书主任任子庸。全局编制83人，设四科四室：第一科，主管中学教育；第二科，主管小学教育；第三科主管社会教育；第四科主管总务工作；并设秘书室、会计室、调查研究室和人事室。1月20日，天津市军管会完成对旧市教育局的的接管工作，对文卷、档案、房产、物资全部接管，原有员工116人，留局重新聘用56人，介绍职业或学习15人，裁撤45人。在接管学校方面，按照先接管公立中、小学，后接管私立学校，先大后小的顺序分批接管。
天津军事管制委员会文化教育部接管南开大学、北洋大学等高校。
中共执政初期，政府贯彻奖励私人兴学的政策，对原有私立小学予以扶植。天津市教育局对办学存困难、呈请接办的学校予以帮助并勉励维持，对董事会已瓦解、无力举办的学校予以接办。4月28日，时任天津市市长黄敬在第一次全市公私立学校教职员代表大会上表示：“私立学校只要办的符合新民主主义教育精神，于人民有利，就不会被淘汰，且会得到党和政府的奖励和帮助。”
6月，华北人民政府设立华北高等教育委员会，天津军事管制委员会文化教育部所属之南开大学、北洋大学等统归其领导，由天津市军管会文教部指导和管理，其他高等学校仍由天津市军管会文教部领导和管理。
1951年，高等院校的调整与合并以及对私立学校的改造在全国范围内展开。4月5日，天津市公安局以反革命间谍罪将天主教耶稣会天津院院长卜相贤逮捕。
2017年12月，天津市与巴基斯坦旁遮普省签署合作协议，天津市教育委员会所属的天津工业大学、天津职业技术师范大学、天津城建大学在巴基斯坦旁遮普省共建的“旁遮普天津技术大学”。

## 基础教育

### 小学阶段
较为著名的小学包括：鞍山道小学、南开区五马路小学、天津市实验小学、和平区昆明路小学、和平区岳阳道小学、和平区第一中心小学等。

### 中学阶段

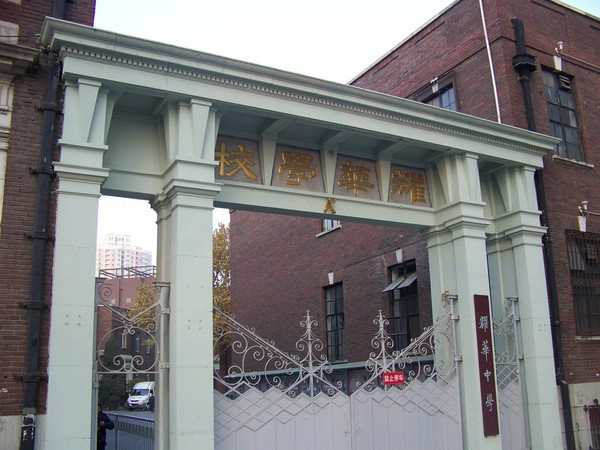
天津市耀华中学

1901年，高凌雯与林墨青、王小铁在天津城西稽古书院遗址，创立铃档阁中学，成为天津开办最早的公立学校。1904年10月17日，著名教育家严修和张伯苓创办南开中学，是南开系列学校的发源地，培养出周恩来，温家宝等知名人士。此后，扶轮中学、天津圣功女中、天津公学、天津市工商学院附属中学、天津市第四十二中学等中学相继成立。
目前，天津市有普通中学6百余所，在校生50万人，其中高中校2百余所，初中校4百余所。此外，天津市还有普通中等专业学校40所，职业中学66所，技工学校57所，高职院校19所，成人中等专业学校15所，成人中学10所，成人技术培训学校3千余所。新增铁路运输、化工技术、港口运输、房地产、工程管理、制造、语言文化、旅游、广播影视等专业43个。

## 高等教育

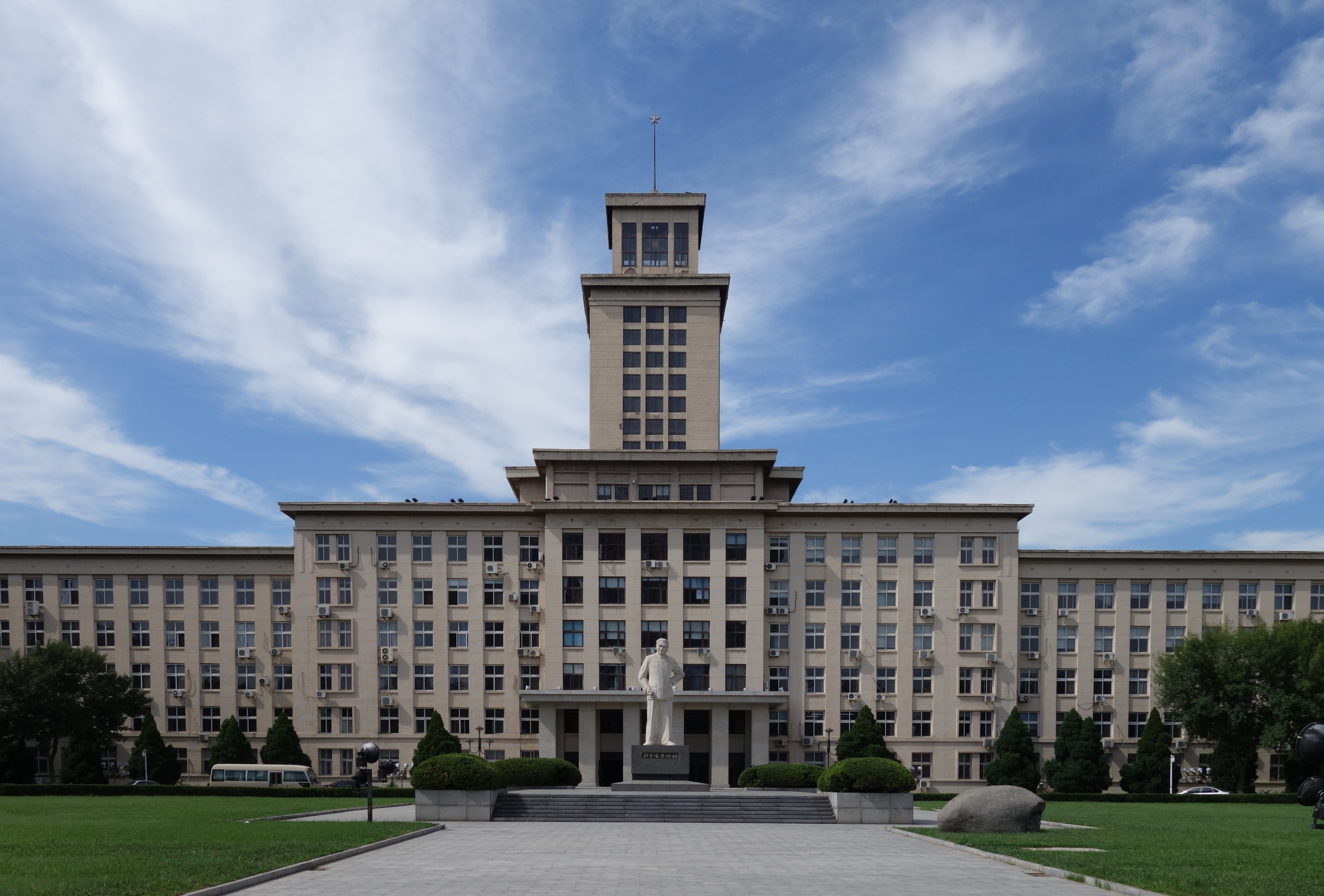
南开大学

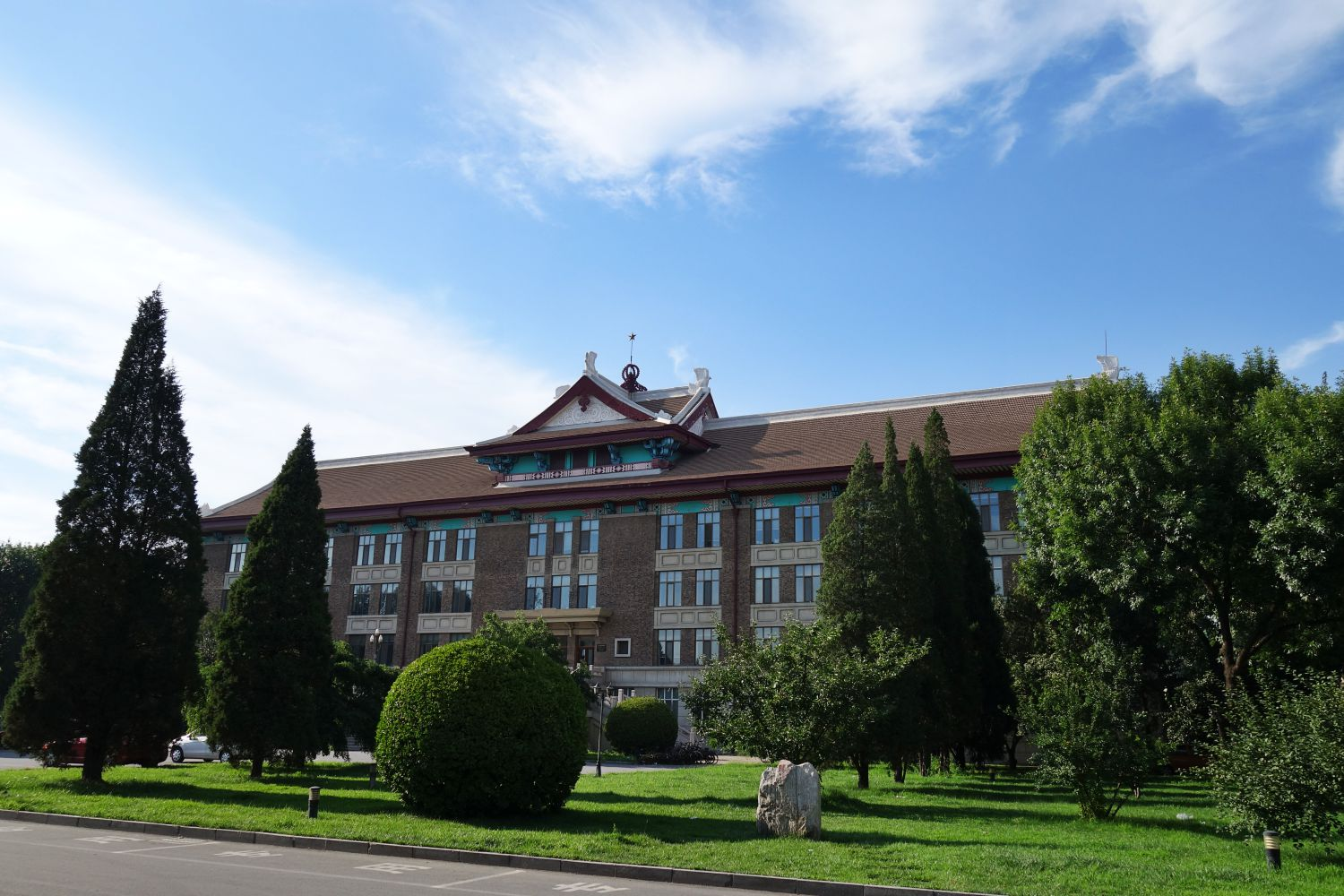
天津大学

天津是中国高等教育的发祥地，天津的高等院校在国内具有重要地位。1895年10月2日，天津海关道盛宣怀通过直隶总督王文绍，禀奏清光绪皇帝设立新式学堂。光绪帝御笔钦准，成立北洋大学堂，并由盛宣怀任首任督办，校址位于天津北运河畔大营门博文书院旧址。1919年，南開大學正式成立，為中國史上第一所私立大學，张伯苓担任校长，次年開始招收女學生，為中國最早招收女學生的大學。目前，天津市地方院校研究生培养单位14个，在校研究生8千人。普通高等学校42所，在校生33万人，其中地方院校39所，在校生28万人。

### 普通高等教育

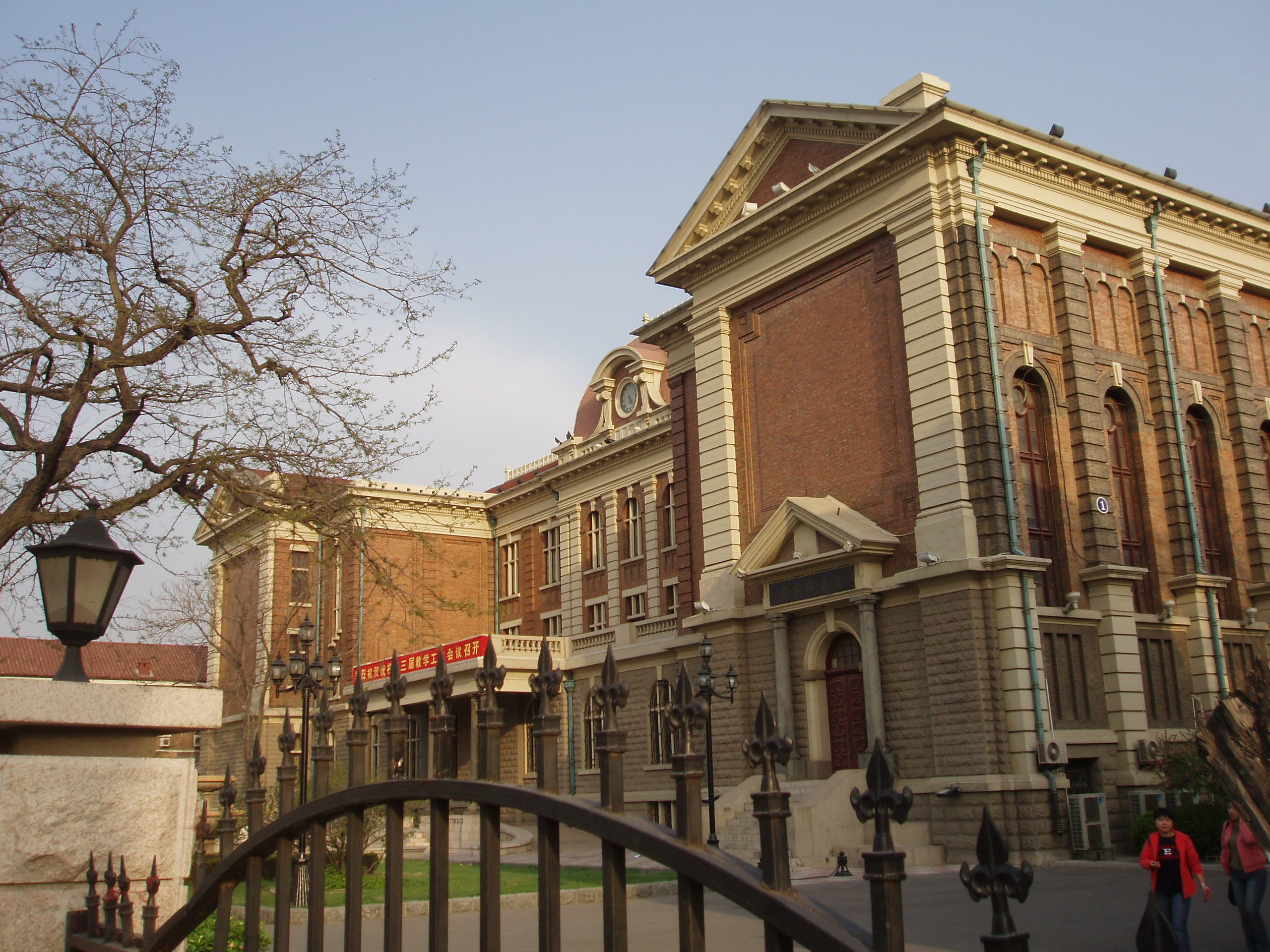
天津外国语学院主楼

| 官方校名         | 简称 | 级别 | 地址 | 备注 |
| 南开大学         | 南开 |      |      |      |
| 天津大学         | 天大 |      |      |      |
| 天津财经大学     | 天财 |      |      |      |
| 天津科技大学     | 天科 |      |      |      |
| 天津医科大学     | 天医 |      |      |      |
| 天津师范大学     | 天师 |      |      |      |
| 天津理工大学     | 天理 |      |      |      |
| 天津广播电视大学 | 天电 |      |      |      |
| 天津工业大学     | 天工 |      |      |      |
| 河北工业大学     | 河工 |      |      |      |
| 中国民航大学     | 航大 |      |      |      |

- 学院及其他

| 官方校名                   | 简称     | 级别 | 地址 | 备注 |
| 天津农学院                 | 天农     |      |      |      |
| 天津商业大学               | 天商     |      |      |      |
| 天津中医药大学             | 天中     |      |      |      |
| 天津音乐学院               | 天音     |      |      |      |
| 天津美术学院               | 天美     |      |      |      |
| 天津体育学院               | 天体     |      |      |      |
| 天津外国语大学             | 天外     |      |      |      |
| 南开大学滨海学院           |          |      |      |      |
| 天津工程师范学院           | 工师     |      |      |      |
| 天津城建大学               | 天津城建 |      |      |      |
| 天津大学仁爱学院           |          |      |      |      |
| 天津商学院宝德学院         |          |      |      |      |
| 天津医科大学临床学院       |          |      |      |      |
| 天津外国语大学滨海外事学院 |          |      |      |      |
| 天津企业管理培训中心       |          |      |      |      |

## 已消失的院校
- 书院

| 书院名称 | 备注 |
| 会文书院 |      |
| 问津书院 |      |
| 三取书院 |      |

- 学堂

| 官方校名         | 创办人       | 创立时间 | 消失时间 | 备注                                                                     |
| 北洋水师学堂     | 李鸿章       | 1881     | 1900     | 因为庚子战乱后停办。著名校友有：黎元洪、张伯苓、马寅初、王劭廉、伍光建等 |
| 北洋武备学堂     | 李鸿章       | 1885     |          |                                                                          |
| 北洋女子公学     | 袁世凯唐绍仪 | 1904     |          |                                                                          |
| 天津大学堂       |              | 1895     |          |                                                                          |
| 北洋医学堂       |              | 1894     | 1913     |                                                                          |
| 北洋军医学堂     |              |          |          |                                                                          |
| 北洋政法专门学堂 |              | 1907     |          |                                                                          |
| 北洋巡警学堂     | 袁世凯       | 1903     |          |                                                                          |
| 北洋测绘学堂     |              | 1906     |          |                                                                          |
| 北洋师范学堂     | 袁世凯       | 1906     |          |                                                                          |
| 北洋两级师范学堂 |              | 1905     |          |                                                                          |
| 北洋女子师范学堂 |              | 1906     |          |                                                                          |
| 天津师范传习所   |              | 1905     |          |                                                                          |

- 迁移大学

| 官方校名     | 创办人       | 创立时间 | 消失时间 | 备注 |
| 中央音乐学院 |              | 1950     | 1958     | 1958年迁往北京 |
| 天津工商大学 | 法国天主教会 | 1921     | 1970     | 名为天津工商学院、津沽大学、天津师范学院、天津师范大学，1960年改建为综合大学，定名河北大学。1970年迁往保定 |
| 河北师范大学 | 傅增湘       | 1906     |          | 后迁往石家庄市 |
| 河北医学院   |              |          | 50年代   | 后迁往保定 |
| 河北医学院   |              |          | 1970     | 后迁往石家庄。和河北医学院合并，改称河北新医大学，这是河北医科大学的前身。 |
| 中国矿业学院 |              | 1950     | 1953     | 1953年学校迁至北京，更名为北京矿业学院。1978年经国务院批准，学校恢复中国矿业学院校名，成立中国矿业学院北京研究生部；1988年改名为中国矿业大学。1960年和1978年，学校先后两次被确定为全国重点高校。2000年2月，学校整体成建制地划归教育部管理，成为教育部直属高校。 |

- 中学堂

| 官方校名         | 创办人           | 创立时间 | 消失时间 | 备注         |
| 天津府官立中学堂 | 天津知府凌福彭   | 1903     |          |              |
| 长芦官立中学堂   | 长芦盐运使       | 1904     | 1911     | 并入南开中学 |
| 如意庵官立中学堂 | 严修             | 1905     |          |              |
| 私立普通中学堂   | 天津基督教青年会 | 1903     |          |              |
| 私立明新中学堂   |                  | 1906     |          |              |
| 北洋客籍学堂     | 袁世凯           | 1905     | 1911     | 并入南开中学 |
| 北洋中州学堂     | 袁世凯           | 1906     |          |              |

- 女学

| 官方校名       | 创办人 | 创立时间 | 消失时间 | 备注 |
| 天津高等女学堂 | 袁世凯 | 1905     |          |      |
| 天津公立女学堂 | 袁世凯 | 1904     |          |      |
| 官立女子小学堂 |        | 1905     |          |      |
| 保姆讲习所     |        | 1905     |          |      |
| 普育女学堂     |        | 1906     |          |      |
| 中西女学堂     |        | 1906     |          |      |
| 官立女子小学堂 |        |          |          |      |

- 职业学校

| 官方校名                         | 创办人   | 创立时间 | 消失时间 | 备注 |
| 直隶高等工艺学堂（北洋工艺学堂） | 袁世凯   | 1903     |          |      |
| 北洋电报学堂                     |          | 1904     |          |      |
| 北洋图算学堂                     |          | 1904     |          |      |
| 初级工艺学堂                     |          | 1905     |          |      |
| 天津中等商业学堂                 | 天津商会 | 1906     |          |      |

- 租界学校

| 官方校名           | 创办人                   | 创立时间 | 消失时间 | 备注 |
| 新学书院           | 伦敦基督教传教团         | 1902     |          |      |
| 成美学馆           | 美国美以美监督教会传教会 | 1889     |          |      |
| 福音堂传教士培养所 | 美以美教会               |          |          |      |
| 法汉学校           | 法国租界局               |          |          |      |
| 天主教小学堂       |                          |          |          |      |
| 天津日租界高等学堂 | 隈本实道                 | 1900     |          |      |

- 小学

| 官方校名             | 创办人 | 创立时间 | 消失时间 | 备注 |
| 天津市郑庄子大街小学 |        |          | 2000     | 郑庄子大街小学原为国营天津市第五棉纺织厂的子弟小学。2000年并入天津市河东区松竹里小学。之后原学校所在地被改建成天津市河东区郑庄子菜市场 |